# Irma Thomas
Irma Thomas, född Lee, 18 februari 1941 i Ponchatoula i Louisiana, är en amerikansk soul- och rhythm and bluessångerska. Hon är känd som Soul Queen of New Orleans.
Thomas är samtida med Aretha Franklin och Etta James men har aldrig haft samma kommersiella framgång. Hon har likväl högt renommé bland musikkritiker- och skivköpare. År 2007 vann hon ett Grammy-pris för Best Contemporary Blues Album med skivan After the Rain, sin första Grammy i en karriär som spänner över 50 år.
Tracey Ullman har gjort en cover på Thomas låt Breakaway från 1964. 

## Discografi

### Singlar
| År   | A-sida                                            | B-sida                                        | Skivbolag                  | Amerikansk listplacering |
| ---- | ------------------------------------------------- | --------------------------------------------- | -------------------------- | ------------------------ |
| 1959 | "Don't Mess with My Man"                          | "Set Me Free"                                 | Ron Records 328            | No. 22 – R&B             |
| 1959 | "A Good Man"                                      | "I May Be Wrong"                              | Ron Records 330            |                          |
| 1961 | "Girl Needs Boy"                                  | "Cry On"                                      | Minit Records 625          |                          |
| 1961 | "It's Too Soon to Know"                           | "That's All I Ask"                            | Minit Records 633          |                          |
| 1962 | "Gone"                                            | "I Done Got Over It"                          | Minit Records 642          |                          |
| 1962 | "It's Raining"                                    | "I Did My Part"                               | Minit Records 653          |                          |
| 1962 | "Two Winters Long"                                | "Somebody Told Me"                            | Minit Records 660          |                          |
| 1963 | "Ruler of My Heart"                               | "Hittin' on Nothing"                          | Minit Records 666          |                          |
| 1963 | "For Goodness Sake"                               | "Whenever (Look Up)"                          | Bandy Records 368          |                          |
| 1963 | "Foolish Girl"                                    | "When I Met You"                              | Bumba Records 711          |                          |
| 1964 | "Wish Someone Would Care"                         | "Breakaway"                                   | Imperial Records 66013     | No. 17 – Pop             |
| 1964 | "Anyone Who Knows What Love Is (Will Understand)" | "Time Is on My Side"                          | Imperial Records 66041     | No. 52 – Pop             |
| 1964 | "Times Have Changed"                              | "Moments to Remember"                         | Imperial Records 66069     | No. 98 – Pop             |
| 1964 | "He's My Guy"                                     | "(I Want A) True, True Love"                  | Imperial Records 66080     | No. 63 – Pop             |
| 1965 | "Some Things You Never Get Used To"               | "You Don't Miss a Good Thing"                 | Imperial Records 66095     |                          |
| 1965 | "I'm Gonna Cry Till My Tears Run Dry"             | "Nobody Wants to Hear Nobody's Troubles"      | Imperial Records 66106     |                          |
| 1965 | "It's Starting to Get to Me Now"                  | "Hurt's All Gone"                             | Imperial Records 66120     |                          |
| 1965 | "Take a Look"                                     | "What Are You Trying to Do"                   | Imperial Records 66137     |                          |
| 1966 | "It's a Man's-Woman's World (part 1)"             | "It's a Man's-Woman's World (part 2)"         | Imperial Records 66178     |                          |
| 1967 | "Somewhere Crying"                                | "Cheater Man"                                 | Chess Records 2010         |                          |
| 1967 | "A Woman Will Do Wrong"                           | "I Gave You Everything"                       | Chess Records 2017         |                          |
| 1968 | "Good to Me"                                      | "We Got Something Good"                       | Chess Records 2036         | No. 42 – R&B             |
| 1970 | "Save a Little Bit For Me"                        | "That's How I Feel About You"                 | Canyon Records 21          |                          |
| 1971 | "I'd Do It All Over You"                          | "We Won't Be in Your Way Anymore"             | Canyon Records 31          |                          |
| 1972 | "Full Time Woman"                                 | "She's Taking My Part"                        | Cotillion Records 41444    |                          |
| 1973 | "She'll Never Be Your Wife"                       | "You're the Dog"                              | Fungus Records 15119       |                          |
| 1973 | "In Between Tears (part 1)"                       | "In Between Tears (part 2)"                   | Fungus Records 15141       |                          |
| 1974 | "Coming from Behind (part 1)"                     | "Coming from Behind (part 2)"                 | Fungus Records 15353       |                          |
| 1977 | "Don't Blame Him"                                 | "Breakaway"                                   | Maison de Soul 1012        |                          |
| 1978 | "Hip Shakin' Mama"                                | "Hittin' on Nothin'"                          | Maison de Soul 1058        |                          |
| 1979 | "Safe With Me"                                    | "Zero Willpower"                              | RCS Records 1006           |                          |
| 1980 | "Take What You Find"                              | "I Can't Help Myself (Sugar Pie Honey Bunch)" | RCS Records 1008           |                          |
| 1980 | "A Woman Left Lonely"                             | "Dance Me Down Easy"                          | RCS Records 1010           |                          |
| 1981 | "Looking Back"                                    | "Don't Stop"                                  | RCS Records 1013           |                          |
| 1988 | "Mardi Gras Manbo"                                | "I Believe Saints Go All the Way"             | Sound of New Orleans 10311 | [ 4 ]                    |
| 2013 | "For The Rest Of My Life"                         | "Forever Young"                               | Swamp Island               | [ 5 ]                    |

### Albums
| År   | Namn                                                    | Skivbolag                            | Noteringar                                 |
| ---- | ------------------------------------------------------- | ------------------------------------ | ------------------------------------------ |
| 1964 | Wish Someone Would Care                                 | Imperial Records                     |                                            |
| 1966 | Take a Look                                             | Imperial                             |                                            |
| 1973 | In Between Tears                                        | Fungus                               |                                            |
| 1977 | Irma Thomas Live – New Orleans Jazz & Heritage Festival | Island                               |                                            |
| 1978 | Soul Queen of New Orleans                               | Maison de Soul                       |                                            |
| 1979 | Safe with Me                                            | RCS                                  |                                            |
| 1981 | In Between Tears                                        | Charly                               | Återutgåva, Fungus LP                      |
| 1981 | Hip Shakin' Mama                                        | Charly                               | Återutgåva, Island LP                      |
| 1984 | Down at Muscle Shoals                                   | Chess Records/P-Vine Records\|P-Vine | Inspelad 1967/68 för Chess                 |
| 1986 | The New Rules                                           | Rounder                              |                                            |
| 1988 | The Way I Feel                                          | Rounder                              |                                            |
| 1991 | Live: Simply the Best                                   | Rounder                              |                                            |
| 1992 | True Believer                                           | Rounder                              |                                            |
| 1993 | Walk Around Heaven: New Orleans Gospel Soul             | Rounder                              |                                            |
| 1993 | Turn My World Around                                    | Shanachie                            |                                            |
| 1997 | The Story of My Life                                    | Rounder                              |                                            |
| 1998 | Sing It!                                                | Rounder                              | I samarbete med Marcia Ball & Tracy Nelson |
| 2000 | My Heart's in Memphis: The Songs of Dan Penn            | Rounder                              |                                            |
| 2006 | After the Rain                                          | Rounder                              |                                            |
| 2008 | Simply Grand                                            | Rounder /Decca                       |                                            |
| 2014 | Full Time Woman – The Lost Cotillion Album              | RGM/Rhino                            | Inspelad 1971/72 för Atlantic/Cotillion    |

### Samlingsalbum
| År   | Namn                                                        | Skivbolag                          | Noteringar                                         |
| ---- | ----------------------------------------------------------- | ---------------------------------- | -------------------------------------------------- |
| 1979 | Irma Thomas Sings                                           | Bandy                              | Bandy/Minit recordings                             |
| 1983 | Time Is on My Side                                          | Kent                               | Minit/Imperial recordings                          |
| 1986 | Break-A-Way: The Best of Irma Thomas                        | Legendary Masters Series (EMI-USA) |                                                    |
| 1987 | BreakaWay                                                   | Stateside                          | Minit/Imperial recordings                          |
| 1990 | Something Good: The Muscle Shoals Sessions                  | MCA/Chess                          | Chess recordings                                   |
| 1991 | Safe with Me/Irma Thomas Live                               | Paula                              |                                                    |
| 1992 | Time Is on My Side: The Best of Irma Thomas Volume 1        | EMI-USA                            | Minit/Imperial                                     |
| 1996 | Ruler of Hearts                                             | Charly                             | Minit/Bandy/Island                                 |
| 1996 | Sweet Soul Queen of New Orleans: The Irma Thomas Collection | Razor & Tie                        | Minit/Imperial                                     |
| 1996 | Time Is on My Side                                          | Kent                               | Utökad version                                     |
| 2001 | If You Want It, Come and Get It                             | Rounder                            |                                                    |
| 2005 | Straight from the Soul                                      | Stateside                          | Minit/Imperial                                     |
| 2006 | A Woman's Viewpoint: The Essential 1970s Recordings         | Ace                                | Fungus/Canyon/RCS                                  |
| 2006 | Wish Someone Would Care/Take a Look                         | Collectables                       | Imperial                                           |
| 2009 | The Soul Queen of New Orleans: 50th Anniversary Celebration | Rounder                            | Three previously unreleased, out of fifteen tracks |

### Gästframträdanden
| År   | Namn                                                | Artist                      | Skivbolag                      | Noteringar                                                    |
| ---- | --------------------------------------------------- | --------------------------- | ------------------------------ | ------------------------------------------------------------- |
| 1993 | Blues Summit                                        | B.B. King                   | MCA                            | Duet on "We're Gonna Make It"                                 |
| 2005 | I Believe to My Soul                                | Blandade artister           | Rhino                          | Singing "Loving Arms"                                         |
| 2005 | Our New Orleans: A Benefit Album for the Gulf Coast | Blandade artister           | Elektra/Nonesuch Records       | Singing "Back Water Blues"                                    |
| 2006 | Sing Me Back Home                                   | The New Orleans Social Club | Burgundy Records/Honey Darling | Duet med Marcia Ball på "Look Up"                             |
| 2007 | Goin' Home: A Tribute to Fats Domino                | Blandade artister           | Vanguard Records               | Duet med Marcia Ball på "I Can't Get New Orleans Off My Mind" |
| 2010 | Ya-Ka-May                                           | Galactica                   | Anti                           | Sång på "Heart of Steel"                                      |
| 2011 | Let Them Talk                                       | Hugh Laurie                 | Warner Bros.                   | Sång på "John Henry" and "Baby, Please Make a Change"         |